# Mont Thabor

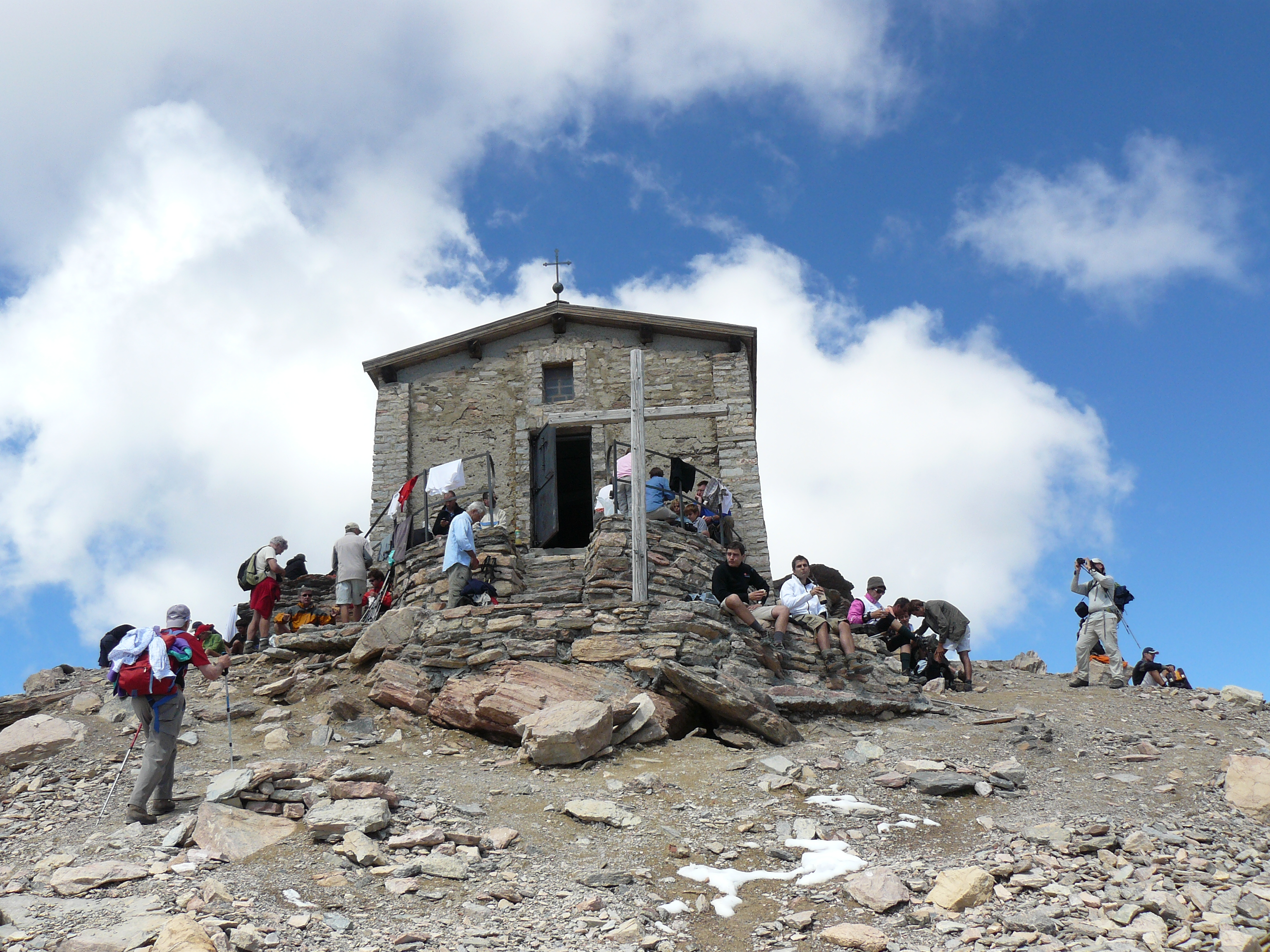
De kapel op de Mont Thabor in de zomer van 2010

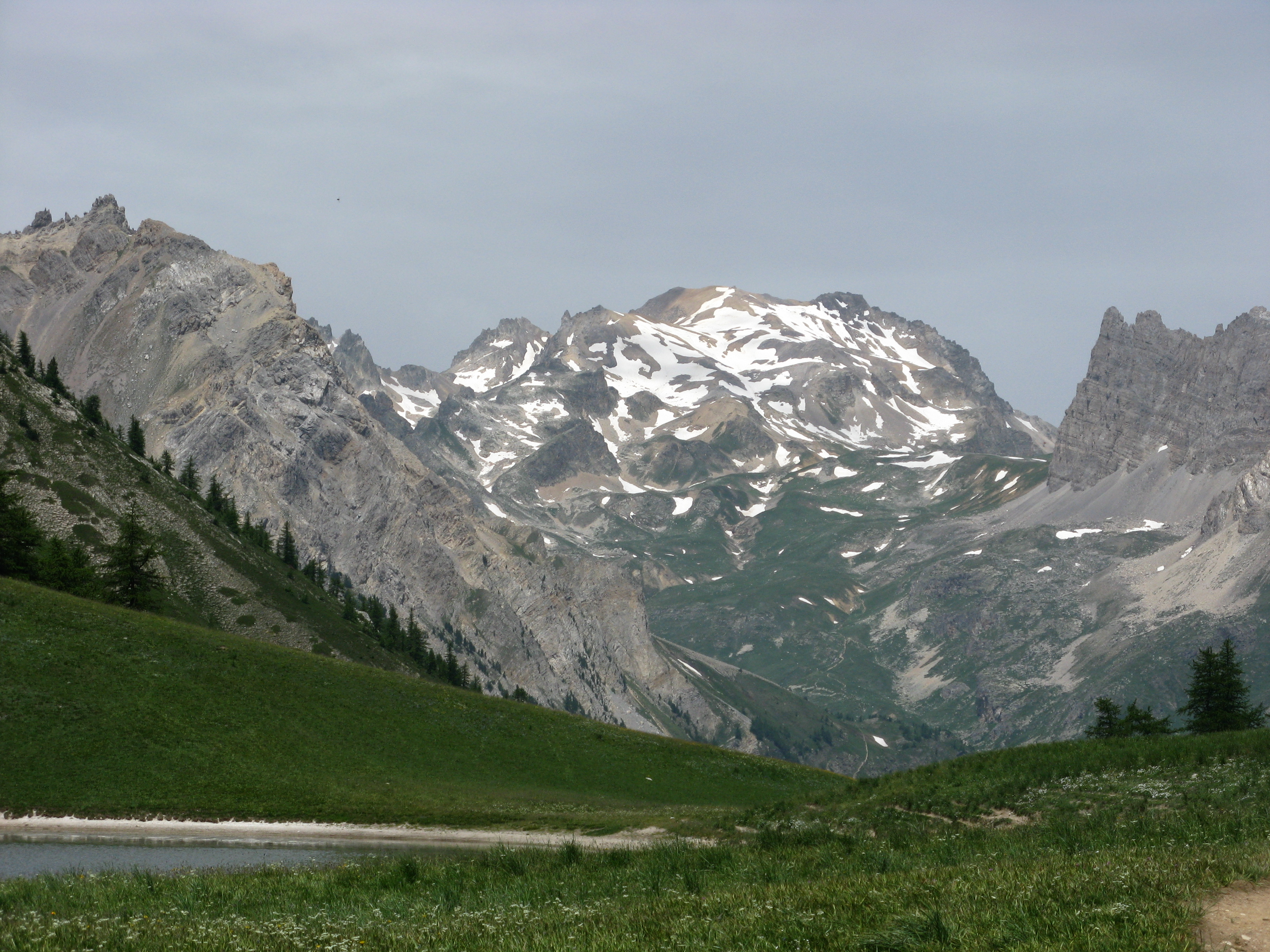
Zicht op de zuidzuidwestelijke flank van de Mont Thabor, vanaf het lac des Thures

De Mont Thabor is een bergtop in de Franse Alpen ten zuidoosten van Modane in het Cerces-Thabormassief. De bergtop is 3178 meter hoog, maar direct ten noorden van de top van de Mont Thabor ligt de nog iets hogere "Pic du Thabor" (3207 m). De berg is vernoemd naar de Taborberg in Israël en is een bedevaartsoord. Op de zuidoosthelling van de berg loopt een kruisweg tot de top. Op 150 meter van de top staat een kapel. Deze verkeert in slechte staat. Als gevolg van de opwarming van het klimaat is de permafrost in de bodem gaan smelten, en verzakt de ondergrond. Hierdoor is het bordes aan de voorkant en de voorgevel aan het verzakken.
De Mont Thabor ligt op hoofdkam van de Alpen en op de waterscheidingslijn tussen de Rhône en de Po. De berg bestaat voornamelijk uit kwartsiet, een kristallijn gesteente.
Tot 1947 behoorde de Vallée Étroite tot Italië en lag de Mont Thabor op de landsgrens tussen Frankrijk en Italië. Sindsdien ligt de grens vijf kilometer meer oostelijk.